# Eurata baeri
Eurata baeri är en fjärilsart som beskrevs av Rothschild 1911. Eurata baeri ingår i släktet Eurata och familjen björnspinnare. Inga underarter finns listade i Catalogue of Life.